# Kepler-42 d
Kepler-42 d, precedentemente KOI-961.03 poi KOI-961 d, è un esopianeta in orbita attorno a Kepler-42, una stella situata a circa 131 a.l. (40,2 pc) dal Sistema Solare, nella costellazione del Cigno. 
Un sistema planetario di almeno tre esopianeti è stato rilevato intorno a questa nana rossa l'11 gennaio 2012 con il metodo del transito con l'aiuto del telescopio spaziale Kepler. Kepler-42 d sarebbe un pianeta di 0,57 raggi terrestri che orbita in poco meno di 1,86 giorni a circa 0,015 UA dalla sua stella, il che gli farebbe avere una temperatura di equilibrio media di circa 175 °C.